# Кабаньяс, Виктор
Виктор Рамон Кабаньяс (исп. Víctor Ramón Cabañas; род. 13 февраля 2003) — парагвайский футболист, защитник клуба «Спортиво Триниденсе».

## Клубная карьера
Кабаньяс — воспитанник клуба «Серро Портеньо». 3 июня 2023 года в матче против столичного «Либертада» он дебютировал в парагвайской Примере. В начале 2025 года Кабаньяс на правах аренды перешёл в «Спортиво Триниденсе». 27 марта в матче против столичного «Гуарани» он дебютировал за новую команду.

## Международная карьера
В 2023 году в составе молодёжной сборной Парагвая Кабаньяс принял участие в молодёжном чемпионате Южной Америки в Колумбии. На турнире он сыграл в матчах против сборных Перу, Венесуэлы, Уругвая, Эквадора и дважды Бразилии.